# Бедури
Бедури или Бедори (англ. Bedourie) — небольшой город в районе Дайамантина, Квинсленд, Австралия.

## География
Городок находится в юго-западной части Квинсленда, в 1500 км к западу от столицы штата, Брисбена. С 1953 года Бедури является административным центром района. Недалеко от города находится аэропорт Бедори.

## История
Отель Royal в Бедури открылся в 1886 году. Бедурийское почтовое отделение открылось примерно в июле 1903 года.

## Демография
По данным переписи 2016 года, население Бедури составляло 122 человека. Из них 48 % были мужчины, а 52 % — женщины. Средний возраст населения составил 28 лет. 70,7 % жителей Бедури родились в Австралии.

## Галерея
- Отель Royal, 2016 г.
- Затопление моста на реке Джорджина, 2016 г.
- Статуя солдата в Бедори
- Главная улица